# Molly (Desiigner)
Molly è un singolo del rapper statunitense Desiigner pubblicato il 2 ottobre 2020.

## Tracce
1. Molly – 3:26